# 五十嵐丈吉
五十嵐丈吉（日语：／ Ikarashi Jōkichi，1902年1月26日—2013年7月23日），日本超级人瑞，曾經是男性在世第三年長者。

## 生平
1902年（明治三十五年）1月26日，出生於三條市。為6人兄弟的長男。
小學畢業後，以務農為生。他在50多歲時退休，以照顧生病的妻子ミテ（1973年去世，享年68歲）。他不喝酒也不抽煙，而是以種菊花為嗜好。
2008年（平成二十年），進入老人之家「つかのめの里」。
2013年6月12日，木村次郎右衛門去世，五十嵐丈吉成為日本在世最長壽男性。
2013年7月5日，詹姆斯·麥可庫布雷過世，五十嵐以111岁160天之齡成為在世世界第三年長者。
2013年7月23日上午11時6分，因肺炎逝世。享壽111歳178日。五十嵐丈吉去世後，由百井盛接替成為日本最長壽男性。